# Pokolj u Kuljanima 26. srpnja 1991.
Pokolj u Kuljanima 26. srpnja 1991. je bio ratni zločin kojeg su počinile velikosrpske paravojne postrojbe za vrijeme Domovinskog rata.
U ovom ratnom zločinu velikosrpski su teroristi u selu Kuljanima (općina Dvor na Uni) zarobili nekolicinu hrvatskih civila. Nekoliko od tih zarobljenih su masakrirali.
Zločin su velikosrbi počinili za vrijeme navalne operacije Žalac kada su snage JNA i velikosrpskih paravojnih postrojaba počinile zločine, osim u Kuljanima, i u Strugi, Unčanima i Kozibrodu. 
Zbog istih je Vlada Repulike Hrvatske na svojoj sjednici od 29. srpnja donijela odluku kojom je zatražila žurnu sjednicu Predsjedništva SFRJ.
Pri istoj navali na Hrvatsku, velikosrbi su spalili Kuljane, kao i još neka hrvatska sela na Banovini (Hrvatski Čuntić, Strugu, Jukinac, Kozibrod).
Selo je imalo hrvatsku većinu te je kao takvo bilo prepreka velikosrpskim osvajačima čija je namjera bila osvojiti i etnički očistiti taj prostor od Hrvata.

## Vanjske poveznice
- Nacional[neaktivna poveznica]: Predao se ključni svjedok